# Specioso (vescovo di Firenze)
Specioso (... – post 724) è stato un vescovo italiano, vescovo di Firenze nell'VIII secolo.

## Biografia
Di lui non si hanno molte notizie certe. Firmò un atto datato 5 luglio 715, quando fu testimone di una controversia tra il vescovo di Arezzo e quello di Siena circa la giurisdizione su alcune parrocchie.
L'anno dopo (716) presta un analogo servizio in un'altra controversia fra il vescovo di Lucca e il presule di Pistoia.
Tra le carte della Biblioteca del Capitolo dei Canonici di Santa Maria del Fiore si trova la donazione di terre e beni fatta dal presule di Pistoia al clero delle parrocchie contestate, datato tra il settembre del 723 e il giugno del 724.